# Аполоновка
Аполо́новка (рос. Апполоновка, ерз. Апполоновка) — присілок у складі Лямбірського району Мордовії, Росія. Входить до складу Болотниковського сільського поселення.

## Населення
Населення — 47 осіб (2010; 42 у 2002).
Національний склад (станом на 2002 рік):
- росіяни — 100 %